# Hockey sobre patines en los Juegos Panamericanos

Hockey sobre patines

El hockey sobre patines es uno de los múltiples deportes que se disputan en los Juegos Panamericanos, fue admitido en la octava edición de los juegos en San Juan (Puerto Rico) en 1979. Este deporte solo se mantuvo en el calendario panamericano hasta los Juegos Panamericanos 2003 en Santo Domingo, República Dominicana; teniendo una pequeña desaparición para los juegos de 1983 en Caras, Venezuela.

## Medallero Histórico
Actualizado Santo Domingo 2003
| Núm. | País           | Oro | Plata | Bronce | Total |
| ---- | -------------- | --- | ----- | ------ | ----- |
| 1    | Argentina      | 4   | 1     | 0      | 5     |
| 2    | Estados Unidos | 2   | 1     | 1      | 4     |
| 3    | Brasil         | 0   | 3     | 3      | 6     |
| 4    | Canadá         | 0   | 1     | 0      | 1     |
| 5    | Chile          | 0   | 0     | 1      | 1     |
| 5    | Colombia       | 0   | 0     | 1      | 1     |

- Datos: Q20852929